# Gora Meshcherina
Gora Meshcherina (englische Transkription von russisch Гора Мещерина Gora Meschtscherina) ist ein Hügel im ostantarktischen Mac-Robertson-Land. In den Prince Charles Mountains ragt er in der Nachbarschaft des Mount Menzies auf.
Russische Wissenschaftler benannten ihn. Der Namensgeber ist nicht überliefert.